# Bần Yên Nhân
Bần Yên Nhân là một phường thuộc thị xã Mỹ Hào, tỉnh Hưng Yên, Việt Nam.

## Địa lý
Bần Yên Nhân là phường trung tâm của thị xã Mỹ Hào, có vị trí địa lý:
- Phía đông giáp phường Dị Sử và phường Nhân Hòa
- Phía tây và phía nam giáp huyện Yên Mỹ
- Phía bắc giáp huyện Văn Lâm và phường Phan Đình Phùng.

Phường Bần Yên Nhân có diện tích 5,72 km², dân số năm 2019 là 13.916 người, mật độ dân số đạt 2.435 người/km².
Quốc lộ 5 và tỉnh lộ 196 chạy qua địa bàn phường.

## Lịch sử
Trước đây, Bần Yên Nhân chỉ là một địa danh thuộc xã Văn Phú, huyện Mỹ Hào, nơi có làng nghề tương Bần nổi tiếng.
Ngày 26 tháng 8 năm 1989, Hội đồng Bộ trưởng ban hành Quyết định số 108-HĐBT. Theo đó, thành lập thị trấn Bần Yên Nhân thuộc huyện Mỹ Văn trên cơ sở toàn bộ diện tích và dân số của xã Văn Phú.
Ngày 1 tháng 9 năm 1999, huyện Mỹ Hào được tái lập, thị trấn Bần Yên Nhân trở thành huyện lỵ huyện Mỹ Hào.
Ngày 30 tháng 12 năm 2014, Bộ Xây dựng ban hành Quyết định 1588/QĐ-BXD công nhận thị trấn Bần Yên nhân mở rộng - đô thị Mỹ Hào (gồm thị trấn Bần Yên Nhân và 5 xã: Nhân Hòa, Dị Sử, Phùng Chí Kiên, Bạch Sam, Minh Đức và một phần của xã Phan Đình Phùng) là đô thị loại IV.
Ngày 13 tháng 3 năm 2019, Ủy ban Thường vụ Quốc hội ban hành Nghị quyết 656/NQ-UBTVQH14 (nghị quyết có hiệu lực từ ngày 1 tháng 5 năm 2019). Theo đó, chuyển huyện Mỹ Hào thành thị xã Mỹ Hào và thành lập phường Bần Yên Nhân trên cơ sở toàn bộ 5,72 km² diện tích tự nhiên và 24.777 người của thị trấn Bần Yên Nhân.

## Hành chính
Phường Bần Yên Nhân được chia thành 5 tổ dân phố: Phố Bần, Phố Nối, Cộng Hòa, Văn Nhuế, Phú Đa.

## Văn hóa

### Tương Bần
Phường Bần Yên Nhân có nghề làm tương từ thế kỷ 17 – 18, gọi là tương Bần. Cũng giống như sản phẩm tương truyền thống của người Việt, nguyên liệu làm tương gồm có gạo nếp, đỗ tương (đậu nành). Song, với kỹ thuật pha chế, ủ điêu luyện, người dân Bần Yên Nhân đã tạo ra được một sản phẩm độc đáo với nhãn hiệu Tương Bần thơm ngon có tiếng trong toàn quốc. Tương Bần vàng ươm, hương thơm, có vị ngọt, càng để lâu càng ngon, được người tiêu dùng trong và ngoài nước ưa chuộng.
Tục ngữ Việt Nam có câu nhắc nhở những đặc sản ngon có tiếng ở vùng châu thổ sông Hồng, trong đó có món tương của làng Bần:
| “ | Dưa La, cà Láng, nem Báng, tương Bần Nước mắm Vạn Vân, cá rô đầm Sét. | ” |

### Di tích
Trên địa bàn phường có đền thờ Đông Hải Đại Vương Đoàn Thượng.